# 제타쥐땃쥐
제타쥐땃쥐(Myosorex geata)는 진무맹장목 땃쥐과에 속하는 포유류의 일종이다. 탄자니아의 토착종이다. 자연 서식지는 아열대 또는 열대 기후 지역의 습윤 산지 숲이다.